# Joe Antunovich
Joe Antunovich (* 4. April 1948) ist ein ehemaliger neuseeländischer Diskuswerfer.
Bei den British Commonwealth Games 1970 in Edinburgh wurde er Siebter.
Seine persönliche Bestweite von 60,60 m stellte er am 8. Mai 1971 in Westwood auf.